# 12656 Gerdebruijn
12656 Gerdebruijn è un asteroide della fascia principale. Scoperto nel 1977, presenta un'orbita caratterizzata da un semiasse maggiore pari a 2,6332651 au e da un'eccentricità di 0,1765315, inclinata di 10,88106° rispetto all'eclittica.